# Канафости
Кана́фости — село в Україні, у Самбірському районі Львівської області. Населення становить ▼249 осіб. Орган місцевого самоврядування — Рудківська міська рада.

## Географія
Селом тече річка Безіменна.

## Історія
Маленьке село (стара назва Кальнохвости), розташоване за 7 км на захід від м. Рудки, у долині потоку. Тут знаходиться один із найстаріших храмів у Самбірському районі — дерев'яна церква Святого Миколая Чудотворця. З історії відомо, що у 1469 р. король Польщі Казимир в м. Городок підтвердив Федорові Шептицькому і його внукам права володіння селом Канафости з монастирем св. Онуфрія на основі грамоти князя Лева.
Існуюча церква збудована на місці попередньої у 1877 р. Стояла зачиненою з 1960 по 1989 р. Проста з вигляду і за конструкцією будівля складається з нави та вівтаря, розташованих під спільним дахом. До вівтаря з півдня прибудована квадратна у плані ризниця, накрита низьким трисхилим дахом. Над входом до церкви зробили дашок на ширину будівлі. Стіни церкви вертикально шальовані дошками з лиштвами. Над вхідними дверима намальована дата побудови святині «1864». На південь від неї стоїть дерев'яна одноярусна дзвіниця, накрита пірамідальним дахом.